# Justicia gendarussa
Justicia gendarussa är en akantusväxtart som beskrevs av Nicolaas Laurens Nicolaus Laurent Burman. Justicia gendarussa ingår i släktet Justicia och familjen akantusväxter. Inga underarter finns listade i Catalogue of Life.
I Indonesien har man genomfört ett flerårigt forskningsprojekt för att testa om växten kan användas i tillverkningen av preventivmedel för män.

## Bildgalleri

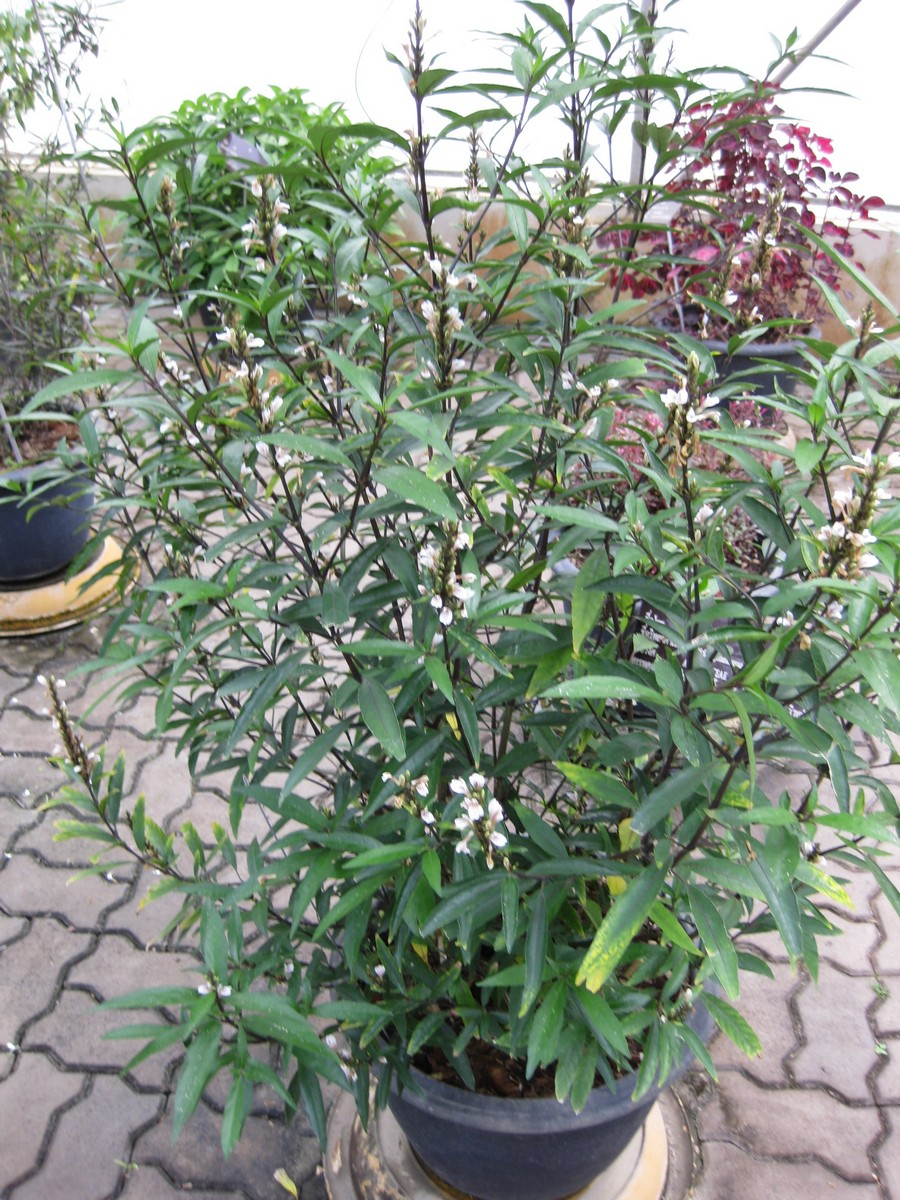
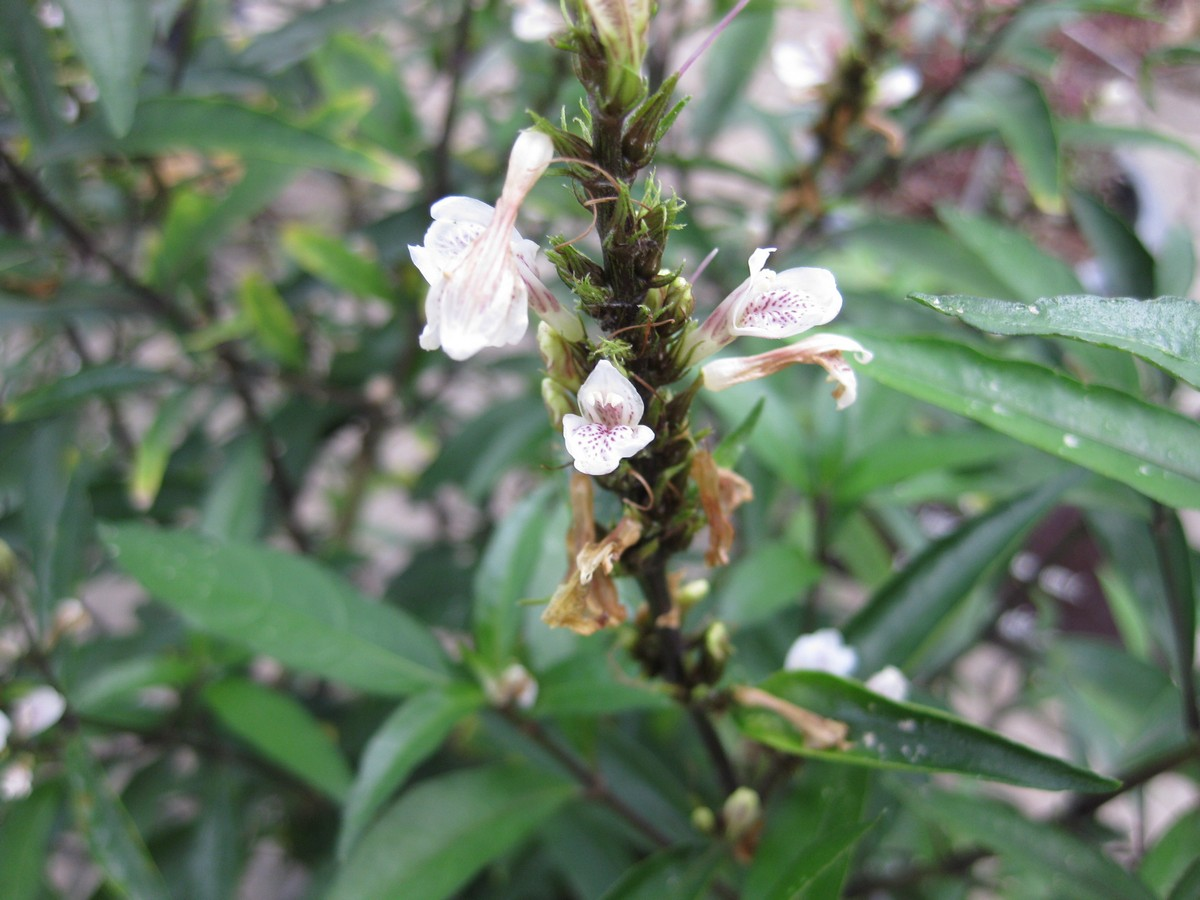
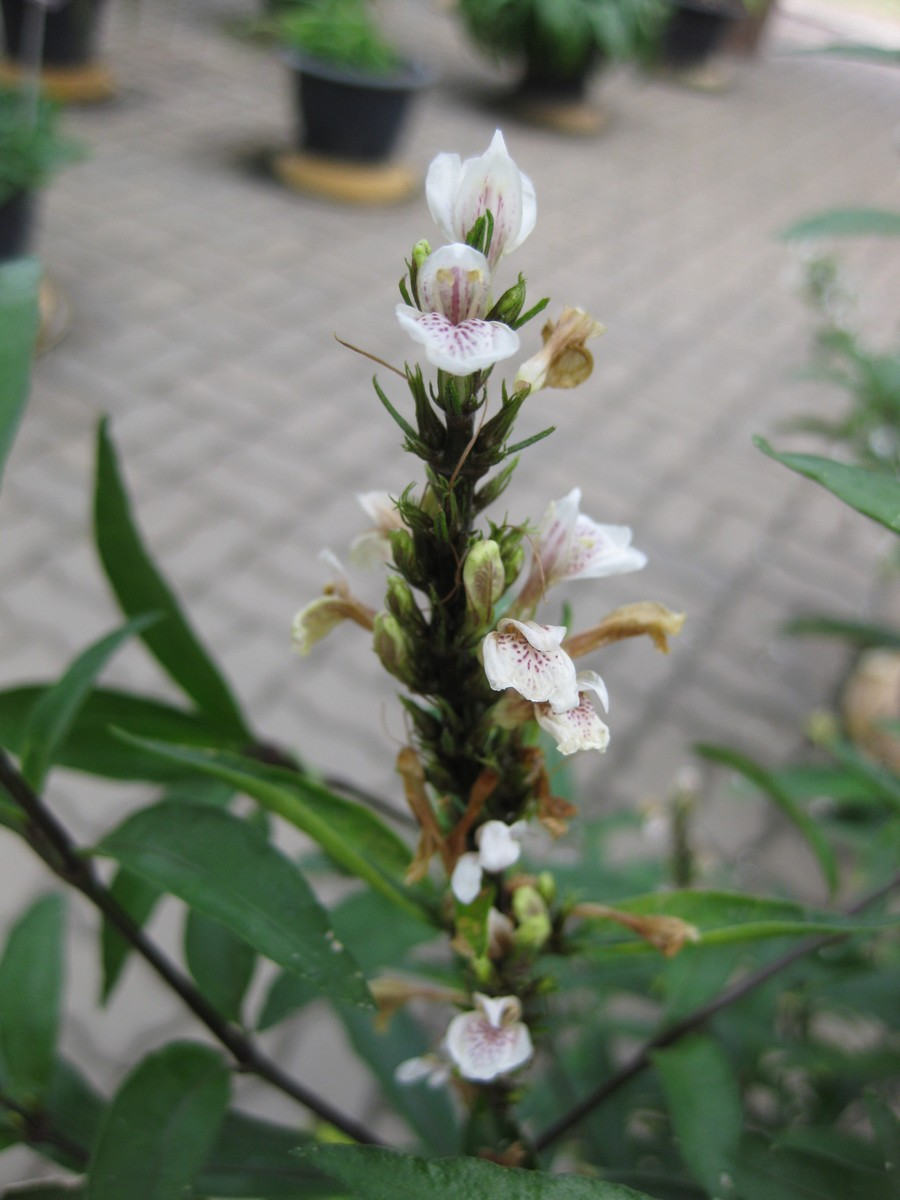
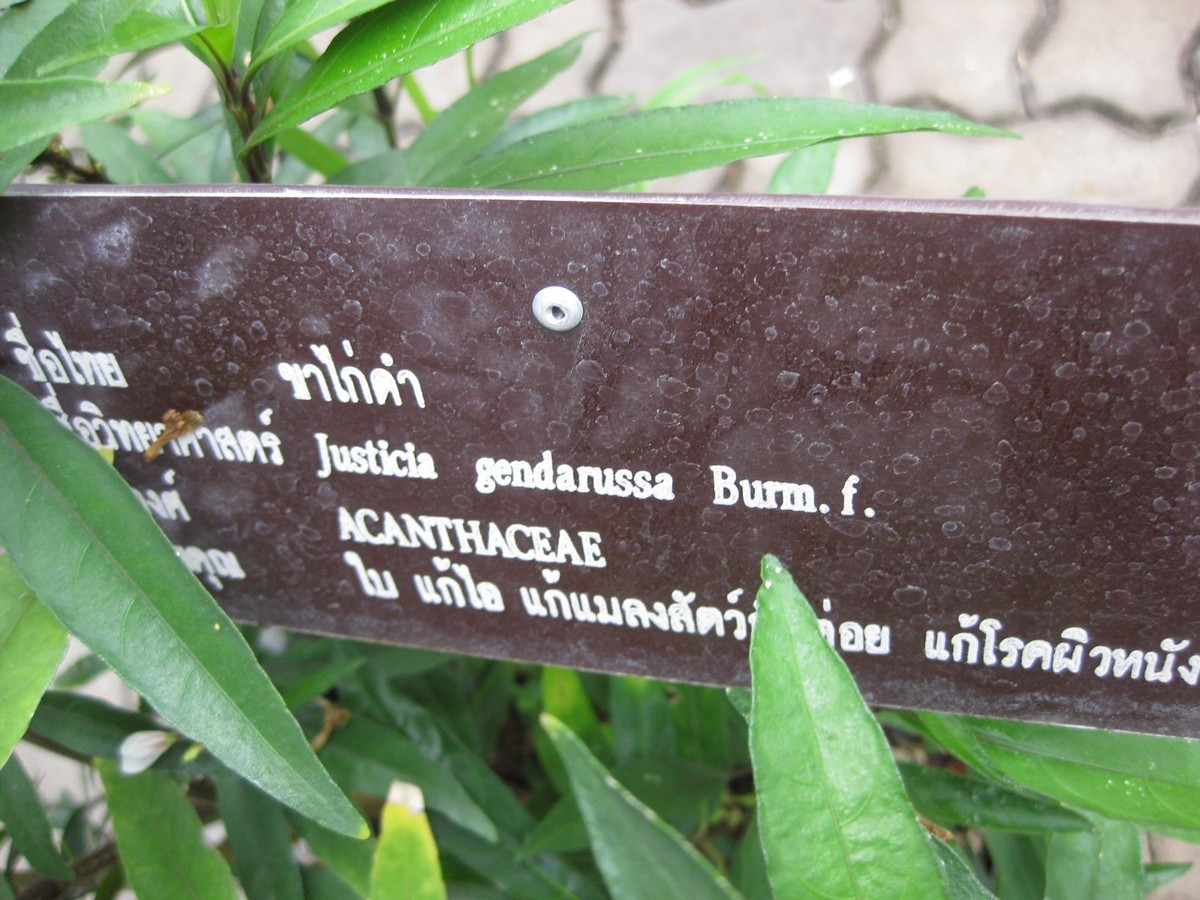
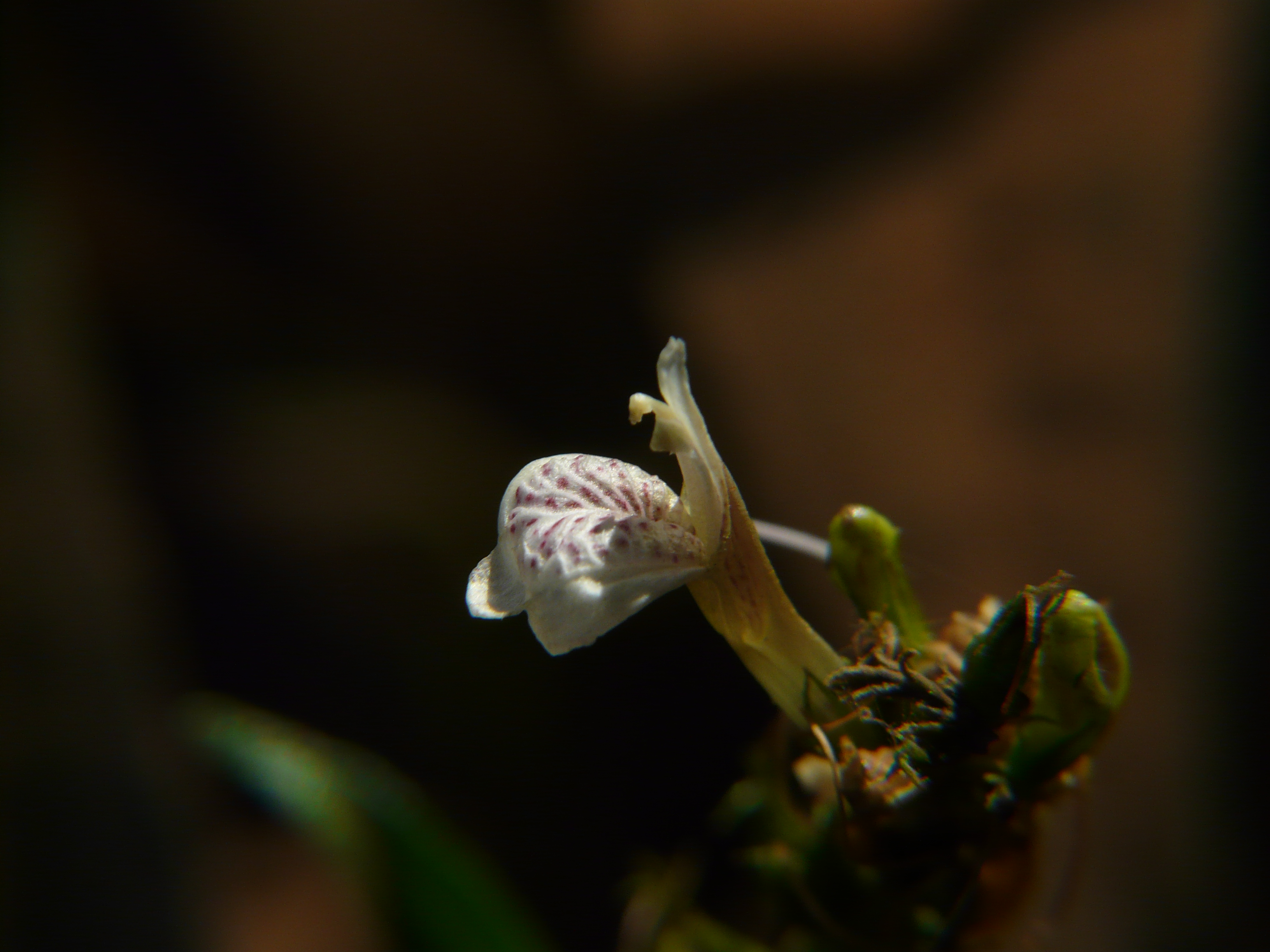
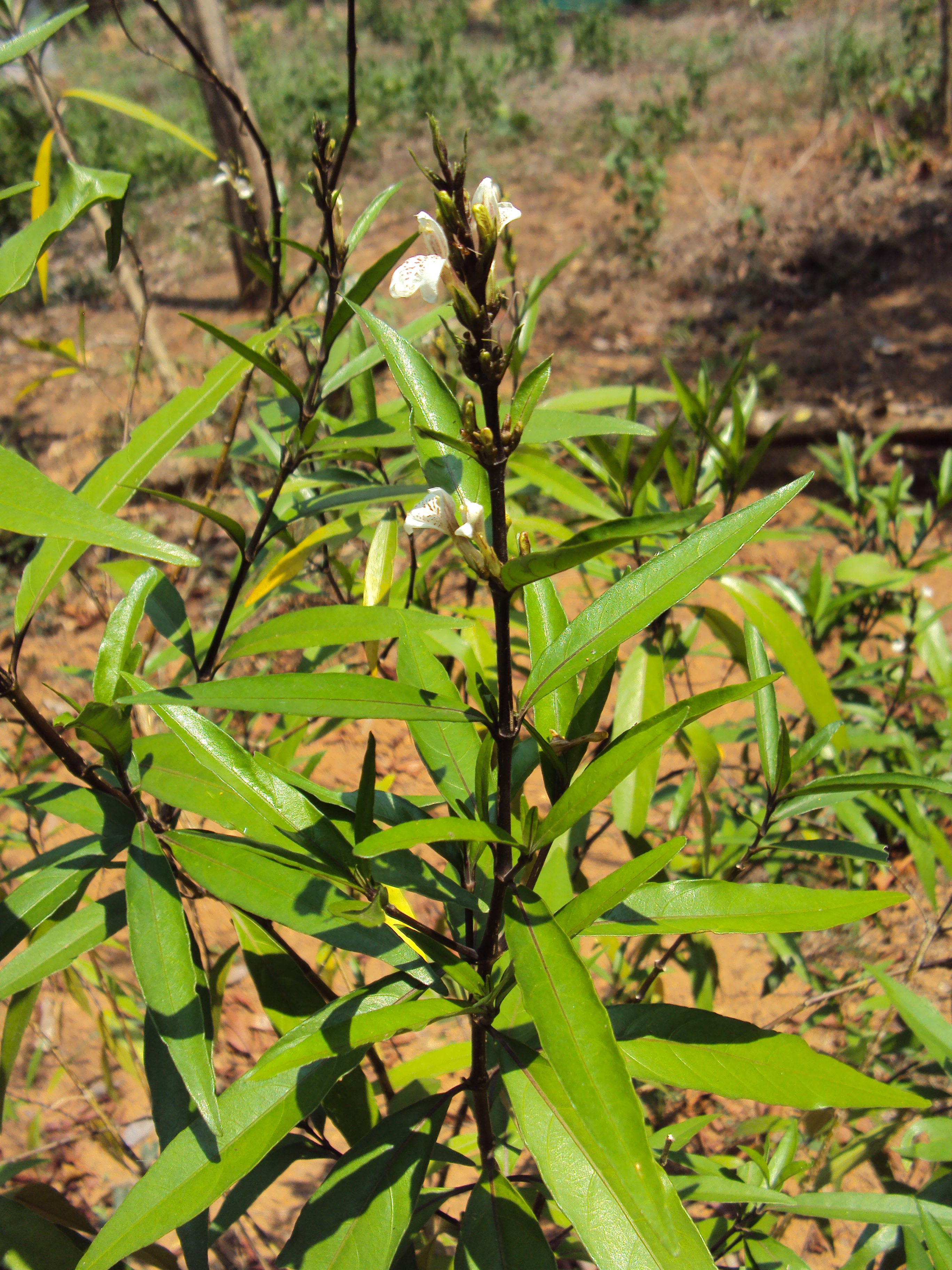